# 市橋線
市橋線（日语：／ Ichihashi sen */?）是一條位於日本岐阜縣大垣市的美濃赤坂站至猿岩站，屬於西濃鐵道的貨物鐵路線。
路線從東海旅客鐵道（JR東海）東海道本線支線（通稱：美濃赤坂線）美濃赤坂站作為起點，在站內向大垣一方分支。路線上會設有貨運列車，運送從金生山出產的石灰石。在戰前1930年至1945年之間設有客運業務。當時客運列車會行走於大垣站至市橋站之間（後來縮短至赤坂本町站），當中直通至國鐵線內。客運列車使用鐵道省的汽車列車（國鐵KiHaNi5000形，後來使用國鐵KiHa40000形）行走。

## 歷史
- 1926年（大正15年）12月6日 - 西濃鐵道得到敷設鐵路許可[3]。
- 1928年（昭和3年）12月17日 - 美濃赤坂至市橋之間開通。當時只有貨運業務[4]。
- 1930年（昭和5年）2月1日 - 美濃赤坂至市橋之間開設客運業務。美濃赤坂至乙女坂之間開設赤坂本町站。開始直通至國鐵線內，當時使用汽油列車（國鐵KiHaNi5000形，後來改用KiHa40000形）[2][5][6]。
- 1935年（昭和10年）6月16日 - 赤坂本町至市橋之間結束客運業務[7]。
- 1945年（昭和20年）4月1日 - 全線結束客運業務。赤坂本町站廢除[2]。
- 2006年（平成18年）3月31日 - 猿岩至市橋之間廢除[8]。
- 2016年（平成28年）10月6日 - 在美濃赤坂站東海道本線（美濃赤坂線）分支點北邊約700米處，一架前往美濃赤坂的貨運列車出軌（西濃鐵道市橋線出軌事故（日语：日本の鉄道事故_(2000年以降)#西濃鉄道市橋線脱線事故））[9][10][11]。

## 路線資料
- 路線距離（營業距離）：2.0公里
- 軌距：1067毫米
- 站數：3個（包括起終點站）
- 複線路段：沒有（全線單線）※乙女坂至猿岩之間是本線、側線的單線並列（日语：単線並列）
- 電氣化路段：沒有（全線非電氣化（日语：非電化））
- 閉塞方式：路籤閉塞式[12]
- 最高速度：30公里/小時[1]

## 運行形態
每日設有定期貨運列車，共有3個往返班次，從乙女坂站前往名古屋臨海鐵道名古屋南貨物站的日本製鐵名古屋製鐵所。列車會根據出貨量而暫停行走，同時不會增加班次。

### 客運列車
在1930年（昭和5年）2月1日起，此站設有直通班次行走於市橋站 - 赤坂本町站 - 美濃赤坂站 - 國鐵大垣站之間，當時使用國鐵KiHaNi5000形行走。後來車輛改用國鐵KiHa40000形。由於由於車輛使用汽油引擎，因此在戰時中由於燃料供應緊張而在1945年（昭和20年）4月暫停服務。當時，純客運車站赤坂本町站由於沒有客運服務而廢止。現時，部分還存在的車站建立了石碑。
另外，客運營業區間在1935年（昭和10年）縮短至赤坂本町站至國鐵大垣站之間。

## 車站列表
括號內為從起點計算的營業距離。（）內的車站為廢站。
美濃赤坂 (0.0km) - （赤坂本町） (0.5km) - 乙女坂 (1.3km) - 猿岩 (2.0km) - （市橋） (2.6km)
- 在乙女坂站內設有矢橋工業（日语：矢橋工業）赤坂事業部（「參見金生山#金生山的礦山、礦脈（日语：金生山#金生山の鉱山・鉱脈）」），該處會運送石灰石[2]。猿岩站設有連接二村化學（日语：フタムラ化学）的專用線，該處會運送二硫化碳，但是在2008年（平成20年）終止運送。

## 接續路線
美濃赤坂站：晝飯線（2006年廢除）、JR東海東海道本線（美濃赤坂線）

## 注腳
1. 1 2  寺田裕一《データブック日本の私鉄》 - Neko出版
2. 1 2 3 4 5 6 7  松本典久. . 貨物列車ナビ2013-2014. 2013: 70. ISBN 9784056101010. OCLC 857927216 （日语）.
3. ↑  「鉄道免許状下付」《官報》1926年12月9日（國立國會圖書館數碼化收藏）
4. ↑  「地方鉄道運輸開始」《官報》1928年12月24日（國立國會圖書館數碼化收藏）
5. ↑  《鉄道省年報. 昭和4年度》（國立國會圖書館數碼化收藏）
6. ↑  《地方鉄道及軌道一覧 : 附・専用鉄道. 昭和10年4月1日現在》（國立國會圖書館數碼化收藏）
7. 1 2  「鉄道旅客運輸廃止実施」《官報》1935年6月29日（國立國會圖書館數碼化收藏）
8. ↑  今尾惠介（監修）.  7 東海. 新潮社. 2008: 40. ISBN 978-4-10-790025-8 （日语）.
9. ↑  . 中日新聞 (中日新聞社). 2016-10-06  [2016-10-07]. （原始内容存档于2016-10-09） （日语）.
10. ↑  . 朝日新聞デジタル (朝日新聞社). 2016-10-06  [2016-10-07]. （原始内容存档于2016-10-09） （日语）.
11. ↑   (PDF). 運輸安全委員會. 2017年12月29日  [2018年9月8日]. （原始内容 (PDF)存档于2018-02-06） （日语）.
12. ↑  鐵道統計年報平成28年度版 - 國土交通省

## 外部連結
- 廢線探索「市橋線」 （页面存档备份，存于）（日語）（歩鐵之達人）